# Kara Swisher

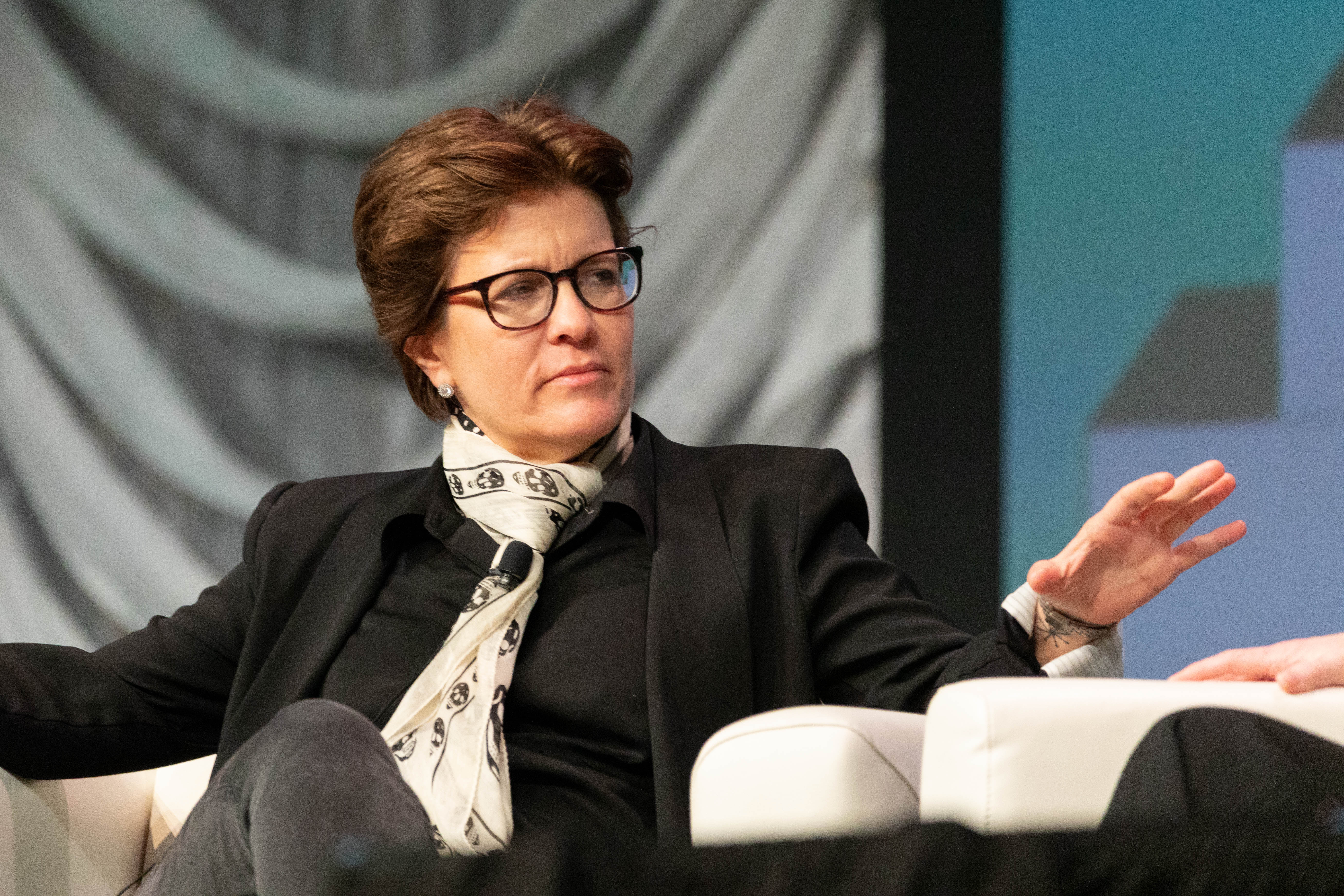
Kara Swisher (2019)

Kara Swisher (* 11. Dezember 1962 in Philadelphia, Pennsylvania) ist eine US-amerikanische Journalistin und Mitgründerin sowie leitende Redakteurin (Executive Editor) des Technologieblogs Recode, einer Tochter von Vox Media. Seit August 2018 schreibt sie zudem als Meinungsjournalistin für The New York Times. Zuvor arbeitete sie als Redakteurin beim Wall Street Journal und fungierte dort später als Mitgründerin und einer der zwei Chefredakteure von All Things Digital. Sie wird als eine der einflussreichsten Journalistinnen in der Technologie- und Internetbranche angesehen.

## Karriere

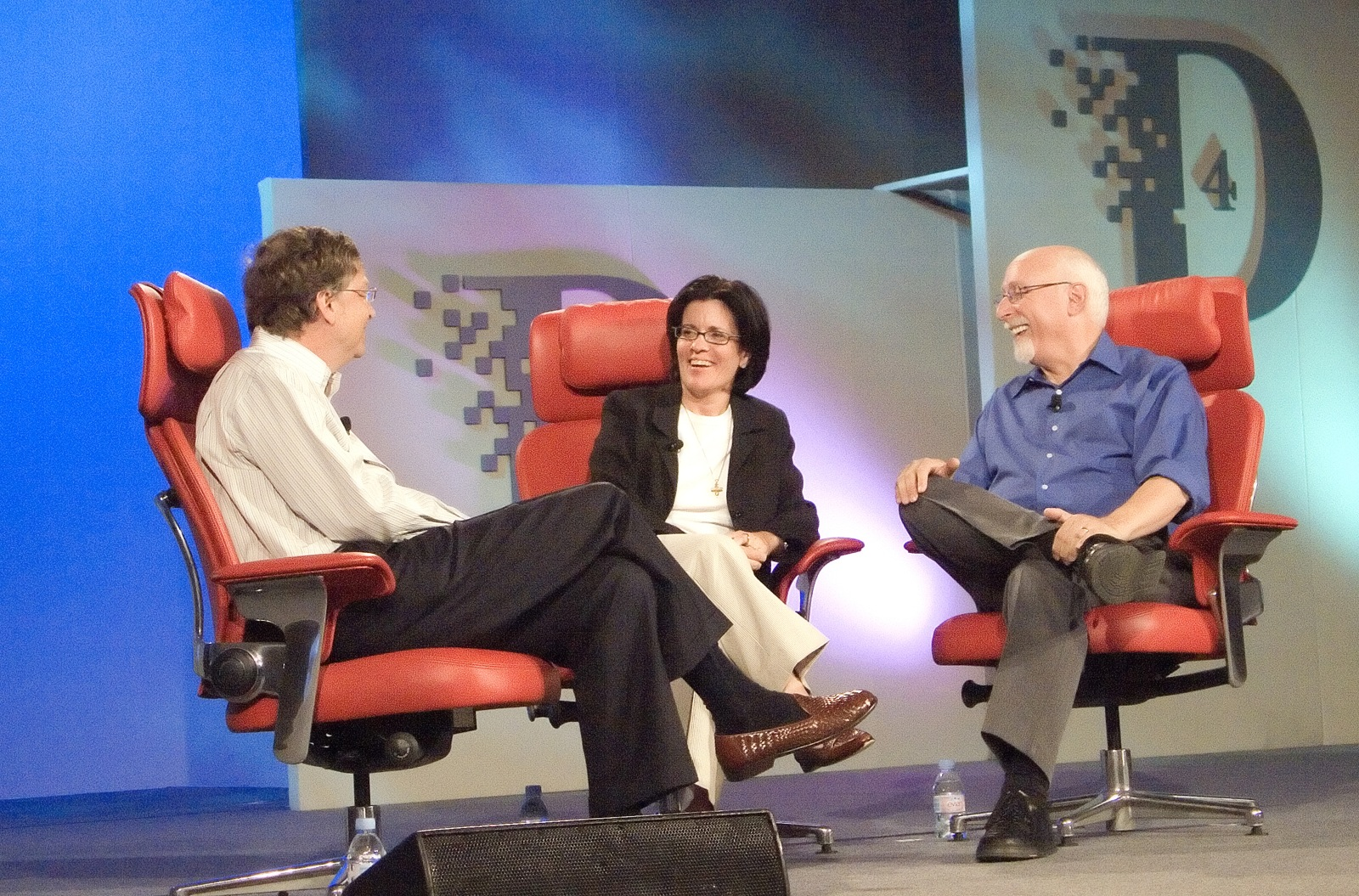
Swisher interviewt gemeinsam mit Walt Mossberg Bill Gates während der AllThingsD-Konferenz 2006.

Swisher studierte an der Georgetown University in Washington DC und an der Columbia University in New York City, wo sie ihr Studium 1985 mit einem Master of Science abschloss. Ihre Karriere begann sie mit einem Praktikum bei der Washington Post, dort erhielt sie auch ihre erste feste Anstellung. 2003 wechselte sie zum Wall Street Journal und traf auf Walter Mossberg. Gemeinsam mit ihm gründete sie in Kooperation mit dem Wall Street Journal die Technologiekonferenz All Things Digital, die zu einer Technologie-Website ausgebaut wurde. The New York Times bezeichnete diese Konferenzen als „Goldstandard für Live-Journalismus“. Im Rahmen dieser Konferenz gaben Bill Gates und Steve Jobs im Jahr 2007 ihr einziges gemeinsames Interview. Nachdem die Kooperation mit dem Wall Street Journal Ende 2013 auslief und die Namensrechte auf den Kooperationspartner übergingen, gründete Swisher gemeinsam mit Mossberg und dem Wechsel zahlreicher Mitarbeiter, darunter Lauren Goode und Peter Kafka, den Technologieblog Recode, der mit der Code Conference ebenfalls eine Technologiekonferenz veranstaltet. Recode wurde Ende Mai 2015 durch Vox Media aufgekauft.
Bei Recode veröffentlicht Swisher mindestens einmal wöchentlich Interviews in ihrem Podcast Recode Decode, darüber hinaus fungiert sie als Moderatorin des Podcasts Too Embarrassed to Ask, bis April 2018 gemeinsam mit Lauren Goode.
Am 9. Juli 2018 gab The New York Times Company bekannt, dass Kara Swisher ab August 2018 Meinungsbeiträge für The New York Times verfassen wird.
2021 wurde Swisher in die American Academy of Arts and Sciences gewählt.

## Privatleben
Swisher heiratete die Ingenieurin und Technologie-Führungskraft Megan Smith 1999 in Marin County, als die gleichgeschlechtliche Ehe in Kalifornien noch nicht legal war. Swisher und Smith haben zwei Söhne. Sie trennten sich 2014 und sind seit 2017 geschieden. Swisher heiratete am 3. Oktober 2020 Amanda Katz, mit der sie zwei Kinder hat.

## Werke
- Kara Swisher: aol.com: How Steve Case Beat Bill Gates, Nailed the Netheads, and Made Millions in the War for the Web Times Business, 1999, ISBN 978-0-8129-3191-4 (eingeschränkte Vorschau in der Google-Buchsuche).
- Kara Swisher: There Must Be a Pony in Here Somewhere: The AOL Time Warner Debacle and the Quest for the Digital Future. Crown, 2003, ISBN 978-1-4000-4964-6 (eingeschränkte Vorschau in der Google-Buchsuche).
- Kara Swisher: Burn Book: A Tech Love Story. Simon & Schuster, 2024, ISBN 1-9821-6389-5 (eingeschränkte Vorschau in der Google-Buchsuche).